# 4,4'-二苯醚二甲酸钠
4,4'-二苯醚二甲酸钠是一种有机酸盐，化学式为Na2C14H8O5。它是白色固体，可由4,4'-二苯醚二甲酸和氢氧化钠反应得到。它和一些金属盐的复分解反应可以用来制备其它二苯醚二甲酸盐，如和镧系元素的氯化物在水溶液中混合，可以沉淀出相应的镧系金属盐。

## 拓展阅读
- 曾豐順. 鹼金族配位聚合物的合成, 結構解析與負極應用性質研究. 中原大學化學研究所學位論文, 2011. 1-221.